# 加藤浩時
加藤 浩時（かとう こうじ、1941年12月6日 - ）は、日本の実業家、競泳コーチ。
オリンピック選手を多く輩出しているイトマンスイミングスクールの代表取締役社長を務める。
メキシコオリンピックからロサンゼルスオリンピックまで4大会でオリンピック選手団競泳コーチを務めた。

## 人物
愛知県名古屋市生まれ。
小学4年から水泳を始め平泳ぎの選手であった。中京商業高等学校（現在の中京大学附属中京高等学校）を経て、1964年に早稲田大学を卒業。
大学4年のときに練習マネージャーとなりコーチ法を学び始める。ロート製薬に入社し、ロート製薬社長の山田輝郎が設立した山田スイミングクラブ、その後継のイトマンスイミングスクールで選手育成にあたった。
2001年に、指導者のカテゴリで国際水泳殿堂の表彰を受けた。
その後元教え子の池形和子と結婚。

## 育成に関わった主な選手
- 西側よしみ（メキシコオリンピック出場）
- 青木まゆみ（ミュンヘンオリンピック金メダル）
- 千葉すず
- 中尾美樹
- 山本貴司